# Narasimhagupta
Narasimhagupta, död 530, var en indisk monark. Han var regerande monark av Guptariket mellan 495 och 530.